# Дирингська культура
Дирингська культура, культура Диринг-Юрях — археологічна культура палеоліта, що знаходиться на території Якутії, поблизу струмка Диринг-Юрях, що впадає в Лену (зараз — на території природного парку «Ленські стовпи»).

## Історія відкриття і дослідження
Стоянка була виявлена в 1982 році і відразу ж стала сенсацією. Історії її відкриття, як це зазвичай і буває, передував випадок — в 1982 році в Якутську мав відбудуться геологічний конгрес, учасникам якого організатори мали показати найбільш представницькі розрізи найвищих (отже — найдревніших) терас річки Лєна. Геологами Камалетдиновим і Гриненко в місцевості Диринг-Юрях (з якутського — Глибока річка) був закладений шурф, в якому було виявлено кісткові рештки людини. Геологи зв'язалися з археологічною експедицією під керівництвом Ю. О. Мочанова і С. О. Федосєєвої, які й прибули на дане місце. В результаті було з'ясовано, що своїм шурфом геологи частково зруйнували неолітичне поховання пізнього неоліту (Імияхтахська культура II тис. до н. е. — сучасників Ехнатона і Нефертіті). Тут же були проведені роботи, в результаті яких дане неолітичне поховання (п'ять поховань) було повністю розкопано.
І ось — 9 жовтня 1982 року, після остаточної розборки неолітичних шарів, в їх низу стали зустрічатися знаряддя архаїчного вигляду, які за зовнішнім виглядом можна було порівняти тільки з найдавнішими знаряддями олдувайської епохи. Враховуючи архаїчний вигляд знарядь Ю. О. Мочанов датує їх віком 1,8 млн років, що перевищує вік інших стоянок на території Сибіру, і наближається до віку найдавніших стоянок людини, знайдених в Олдувайській ущелині в Африці. При подальших дослідженнях виявилося, що шари дирингської культури перемежовуються з річковими шарами Лєни, вік яких, за його оцінкою, був не менше 2-3 млн років. Це наводило на думку, що реальний вік дирингської культури може виявитися навіть більше віку олдувайських знахідок, а значить, в Сибіру людина могла з'явитися раніше, ніж у Північній Африці, що вважалася досі прабатьківщиною людини вмілої. Саме цієї теорії «позатропічного походження людини» став дотримуватися Ю. О. Мочанов.
Однак, результати незалежного датування дирингської культури, які були опубліковані в 1997 р. американськими вченими (Michael R. Waters, Steven L. Forman and James M. Pierson) показали, що згідно з термолюмінесцентним аналізом знарядь з кварциту, вік відкладень з культурними залишками склав від 260 000 до 370 тисяч років.

## Значення культури Диринг-Юрях
Вік у сотні тисяч років, звичайно, не настільки вражаючий, як спочатку заявлені мільйони, але і таке датування змушує переглянути сформовані уявлення про розселення предків людини. Цей час відповідає максимальному заледенінню Сибіру, коли потужні льодовики перегороджували течію Лєни, утворюючи тут гігантську загату. Виявлення настільки стародавнього пам'ятника в Північно-Східній Азії говорить про реальність освоєння цієї території вже в нижньому палеоліті і принципову можливість проникнення людини в Берингія, і далі, в Америку.

## Ресурси Інтернета
- «Diring Yuriakh (Russia)»
- С.Федосеева, Ю.Мочанов. Сокровища Диринг-Юряха